# 白馬コルチナ国際スキー場
白馬コルチナ国際スキー場（はくばコルチナこくさいスキーじょう）は、長野県北安曇郡小谷村にあるスキー場である。通称は『白馬コルチナスキー場』。
『コルチナ』の名称は、イタリア国大使館文化担当官ドメニコ・ギオ博士を招いて現地調査を行った際に、ドロミーティ地方のコルティーナ・ダンペッツォと池の田の地形や環境が似ていることから名称使用の承諾を得たことに由来する。

## 概要
同スキー場のある一帯は、南小谷駅が開設された1935年頃からスキー客が訪れていたが、1950年に朋文堂のスキー講習会により『池の田スキー場』として開業。1960年12月、横浜の志邑観光会社によりスキーリフトが建設された。1970年12月21日に松電観光（株）が一帯を大規模開発し、現名称に改称しスキーリフト2基を設置した上で営業を開始。1988年に安達グループによりスキー場開発が開始され、現在に至る。
池の田ゲレンデの目の前にはホテルグリーンプラザ白馬（1989年12月15日開業）があり、ホテル建物の赤い屋根は当スキー場の象徴といえる。
隣接する白馬乗鞍温泉スキー場と、共通リフト券にて両スキー場の往来が可能となっている。
自己責任エリアとしてゲレンデ外を解放しツリーランも楽しめるようになった為、外国人観光客からの注目を集め、著名なスキーヤー、スノーボーダーも撮影に訪れることもある。
グリーンシーズン中も『白馬コルチナリゾート』として開放されており、パターゴルフやトレッキング、自然菜園などを楽しむことが出来る。

## リフト

### 営業中リフト
- 第1ペアリフト(513m・2人乗り)

ホテルから見上げて左側の斜面に架かる固定循環式リフト。一本松コースを繰り返し滑るのに便利なリフトである。わらび平ゲレンデへはこのリフトを使う。毎週木曜日はナイター営業を行う。
- 第2クワッドリフト(1093m・4人乗り)

ホテルの正面に架かる高速クワッドリフト。ファミリーはこのリフトに集中するため、頻繁に減速する。ナイター営業を行っている。かつてはフード付きであった。パウダーデイには、早朝より自分の板を置いて場所取りをする者が多い。
- 第3クワッドリフト(800m・4人乗り)

ホテル右側の斜面に架かる高速クワッドリフト。ラビットコース・カモシカコース・スネークコースを繰り返し滑れる。比較的空いていることが多い。
- 第4ペアリフト(698m・2人乗り)

コルチナの山頂に行くためのリフト。林間コースがあるので初心者でもOK。白馬乗鞍温泉のスカイビューゲレンデにアクセスすることも可能。パウダーデイには、大行列ができる。
- 第5ペアリフト(651m・2人乗り)

板平入山口側に架かる固定循環式リフト。運行時間が10:00~14:00までと短い。
- 第6ペアリフト(724m・2人乗り)

わらび平ゲレンデに沿って架かる固定循環式リフト。比較的空いている。

### 休止中・撤去済リフト
- 第7ペアリフト(489m・2人乗り・休止中)

わらび平ゲレンデに架かっていたリフト。第6ペアで足りたので、休止中。
- 第8ペアリフト(893m・2人乗り・休止中)

土倉民宿街から伸びていた連絡用リフト。土倉下りコースを繰り返し滑るのには便利だった。昔は第9ペアリフトと呼ばれていた。

### その他
第3クワッド降り場からみて右側の広い雪原は、昔はゲレンデであり、「雨中ゲレンデ」と呼ばれていた。スキー場が民泊地から遠いという問題を解消するため小谷村役場付近から南小谷駅利用者を対象とした4基程度のリフトが架かっていた。ゲレンデ跡には、荒廃したリフト乗り場や、旧リフトの支柱などを見ることが出来る。

## アクセス
- 南小谷駅より無料送迎バスが運行されている。
- 長野駅よりホテル直行バスが毎日2便運行されている。

## コース及びゲレンデ
- 板平尾根コース 長さ688m 高低差245m　斜度29/20 クラス上級「スキーヤー待望のダイナミックコース」
- 稗田山尾根コース 長さ630m 高低差89m　斜度18/8 クラス超上級「緩斜面ですが、稗田山コース2、3に連結します。迂回コースなし」
- 稗田山コース（3） 長さ312m　高低差690m 斜度39/27 クラス超上級「パウダーコース。コース幅があるため比較的滑りやすい」
- 稗田山コース（2） 長さ625m 高低差321m　斜度42/36 クラス超上級「白馬エリア随一の斜度とパウダーを誇る超上級コース」
- 稗田山コース（1） 長さ640m 高低差247m　斜度35/23 クラス中級「斜度はあるけどすり鉢状なんでちょっと安心」
- 板平コース 長さ600m 高低差213m　斜度31/26　クラス中・上級「正面にホテルが見える絶景コース」
- ジャイアントコース 長さ500m 高低差267m　斜度37/30 クラス超上級「エイサイティングコース」
- 一本松コース 長さ545m 高低差139m　斜度22/15 クラス初・中級「綺麗に整備されたコース。カービングの練習に最適です」
- カモシカコース 長さ300m 高低差96m　斜度30/17 クラス中級「ラビットコース上部より繋げば滑りごたえバツグン」
- スネークコース 長さ1650m 高低差204m　斜度23/8 クラス初級「滑り出しは少し級ですが、その後はのんびり」
- ラビットコース 長さ800m 高低差220m　斜度27/14 クラス中級「カービングの練習に最適です」
- わらび平ゲレンデ 長さ830m 高低差215m　斜度27/14 クラス初〜上級「どんなレベルの方も満足できるバラエティーに富んだコースレイアウト」
- 池の田ゲレンデ 長さ1125m 高低差213m　斜度16/10 クラス初級「コース幅広くゆったりとしたファミリーゲレンデ」
- 板平林間コース 長さ637m 高低差44m　斜度14/6　クラス初級「北アルプスが望める絶景コース」
- 稗田山林間コース 長さ2025m 高低差247m14度 クラス初・中級「ブナ林を抜ける山頂からの迂回コース」
- 池の田林間コース 長さ1050m 高低差109m　斜度10/7クラス初級「子供に大人気の林間コース」

## グッズ
独自のお土産商品としてTシャツ、キーホルダー等の商品展開をしている。

## スキースクール
SAJコルチナスキースクール
ナショナルデモンストレーターを4期務めた西村斉所属のスクールである。